# Gare de Hussein Dey
La gare de Hussein Dey est une gare ferroviaire algérienne, située sur le territoire de la commune de Hussein Dey, dans la wilaya d'Alger.

## Situation ferroviaire
La gare de Hussein Dey se situe au point kilométrique (PK) 6 sur le tronçon commun des lignes d'Alger à Oran et d'Alger à Skikda, entre les gares des Ateliers et du Caroubier.
| \| Alger Hussein Dey Aéroport d'Alger Zéralda Birtouta Réghaïa \| Localisation de la gare de Hussein Dey dans la wilaya d'Alger. |
| Alger Hussein Dey Aéroport d'Alger Zéralda Birtouta Réghaïa                                                                      |

## Histoire
Le 5 novembre 2014, un train se dirigeant vers la banlieue est déraille, tuant une personne et en blessant 70 autres.

## Service des voyageurs

### Desserte
La gare est desservie par :
- les trains régionaux de la liaison Alger - Béjaïa[1] ;
- les trains du réseau ferré de la banlieue d'Alger assurant les liaisons :
  - Alger - El Affroun[2] ;
  - Alger - Thénia[3] ;
  - Alger (gare de l'Agha) - Zéralda[4].

### Intermodalité
La gare est desservie par le tramway d'Alger à la station Tripoli-Mosquée.